# Xã Avoca, Quận Livingston, Illinois
Xã Avoca (tiếng Anh: Avoca Township) là một xã thuộc quận Livingston, tiểu bang Illinois, Hoa Kỳ. Năm 2010, dân số của xã này là 405 người.